# Folda (Trøndelag)
64°39′49″N 10°41′3″Ø / 64.66361°N 10.68417°Ø
Folda (også skrevet Folla) er det åbne havområde fra Buholmråsa fyr i syd til Gjæslingan fyr og Grinna fyr i  nord Trøndelag fylke i Norge. Det er en distance på kun 30 sømil, men er alligevel berygtet; Folda er kaldt en «havets kirkegård», med henvisning til det store antal skibsforlis på strækningen.
Et af de mest kendte forlis er hurtigrutens Sanct Svithun-forliset her i oktober 1962, hvor 41 mennesker omkom efter en grundstødning.
Navnet Folda bruges også om Foldafjorden.